# Culicoides diversus
Culicoides diversus är en tvåvingeart som beskrevs av Felippe-bauer 2003. Culicoides diversus ingår i släktet Culicoides och familjen svidknott.
Artens utbredningsområde är Peru. Inga underarter finns listade i Catalogue of Life.